# 남포항 (고성군)
남포항(南浦港)은 대한민국 경상남도 고성군 고성읍 수남리에 있는 어항이다. 2008년 12월 19일 국가어항으로 지정되었다. 관리청은 해양수산부 동해어업관리단, 시설관리자는 고성군수이다.

## 연혁
- 남포항은 '남쪽 바닷가의 포구'라는 뜻이 있지만, 지역주민들은 철길제방이 있어 '철뚝'이라는 지명을 더 즐겨 쓴다.
- 1972년에 지방어항으로 지정되었다가 2008년에 국가어항으로 항종이 변경되었다.
- 남포항은 어선의 안전정박, 어획물 양육의 원활함과 어민의 소득증대 및 지역사회발전의 기반조성을 도모하기 위하여 1999년 개발계획을 수립하여 2009년 기본설계용역에 착수하였다.[2] 2010년 12월에 기본계획이 완료되어 실시설계 추진중에 있다.
- 남포항이 개발되면 어선의 안전한 정박과 원활한 양육, 활어 위판은 물론 다기능 복합어항으로 개발되어 물류, 가공시설 등 어항기능의 고도화와 함께 해양관광시설이 들어서 지역경제 활성화에 도움이 될 것으로 예상된다.

## 어항 구역
남포항의 어항 구역은 다음과 같다.
- 수역[3]
  - 토끼섬 북측의 돌출부와 신월리 남동으로 향한 돌출부를 연결한 선내의 수역
- 육역[4]
  - 고성군 고성읍 수남리 479-4 (잡종지, 256m2)
  - 고성군 고성읍 수남리 479-5 (잡종지, 14962m2)
  - 고성군 고성읍 수남리 479-8 (잡종지, 401m2)
  - 고성군 고성읍 수남리 479-9 (잡종지, 8432m2)
  - 고성군 고성읍 수남리 507-38 (잡종지, 180m2)
  - 고성군 고성읍 수남리 600-4 (대지, 54m2)
  - 고성군 고성읍 수남리 600-7 (대지, 85m2)
  - 고성군 고성읍 수남리 600-8 (잡종지, 2046m2)
  - 고성군 고성읍 수남리 600-9 (잡종지, 803m2)
  - 고성군 고성읍 수남리 610-1 (제방, 110m2)
  - 고성군 고성읍 수남리 610-5 (잡종지, 773m2)
  - 고성군 고성읍 신월리 837-3 (잡종지, 165m2)

## 특색
- 남포항은 고성읍의 남쪽 관문 구실을 하는 어항이다. 고성 자란만 일대에서 어획되는 수산물의 집산지 역할을 하던 곳으로 기름진 고성평야에서 생산된 곡물과 욕지도, 사량도, 거제도 등지의 섬 지역에서 생산된 어획물이 물물교환되던 5일장이 들어서기도 했다. 지금은 주로 굴 양식을 하고 있다. 양식 굴을 수확하는 시기는 대체로 추석 무렵인 9월부터 이듬해 5월까지이다. 일 년 중 절반 이상이 몹시 바쁜 철이지만, 굴 수확을 하지 않을 때에도 채묘작업 등으로 늘 분주한 모습이다.